# Halopteris
Halopteris Kützing, 1843 é um género de algas castanhas (Phaeophyceae) da família Stypocaulaceae da ordem das Sphacelariales, que agrupa apenas 2 espécies consideradas válidas.